# FC Sonaco
Der Futebol Clube de Sonaco, kurz FC Sonaco, ist ein Fußballverein aus der guineabissauischen Stadt Sonaco.

## Geschichte
Der Verein wurde erstmals 1977 gegründet. Am 23. August 2009 erfolgte die Neugründung, die am 28. November 2011 beim Verband Federação de Futebol da Guiné-Bissau eingetragen wurde.
Der Klub startete 2012 neu in der Dritten Liga (Campeonato Nacional da 3ª Divisao), 2017 gelang ihm erstmals der Aufstieg in die erste Liga, den Campeonato Nacional da Guiné-Bissau.
Seit Ende 2017 führt der Verein Gespräche mit dem portugiesischen Traditionsklub Belenenses Lissabon zur Aufnahme als Filialverein.